# Disco Destroyer
Disco Destroyer osmi je studijski album njemačkog thrash metal sastava Tankard. Album je objavljen 12. ožujka 1998. godine, a objavila ga je diskografska kuća Century Media Records.

## Popis pjesama
| Br. | Skladba               | Trajanje |
| --- | --------------------- | -------- |
| 1.  | »Serial Killer«       | 2:34     |
| 2.  | »Planetwide Suicide«  | 4:03     |
| 3.  | »Hard Rock Dinosaur«  | 4:15     |
| 4.  | »Queen of Hearts«     | 5:12     |
| 5.  | »U-R-B«               | 3:59     |
| 6.  | »Mr. Superlover«      | 3:53     |
| 7.  | »Tankard Roach Motel« | 3:48     |
| 8.  | »Another Perfect Day« | 3:20     |
| 9.  | »Death By Whips«      | 3:31     |
| 10. | »Away!«               | 3:54     |
| 11. | »Face of the Enemy«   | 3:06     |
| 12. | »Splendid Boyz«       | 3:01     |
| 13. | »Disco Destroyer«     | 1:16     |

| Bonus skladba | Bonus skladba                  | Bonus skladba | Bonus skladba | Bonus skladba | Bonus skladba | Bonus skladba | Bonus skladba | Bonus skladba | Bonus skladba |
| Br.           | Skladba                        | Trajanje      |               |               |               |               |               |               |               |
| ------------- | ------------------------------ | ------------- | ------------- | ------------- | ------------- | ------------- | ------------- | ------------- | ------------- |
| 14.           | »Fast Taker« (obrada Manowara) | 3:16          |               |               |               |               |               |               |               |
| 45:52         |                                |               |               |               |               |               |               |               |               |

## Zasluge
Tankard
- Andreas "Gerre" Geremia — vokali
- Frank Thorwarth — bas-gitara
- Andy Bulgaropulos — gitara
- Olaf Zissel — bubnjevi

Dodatni glazbenici
- Martin Christian — prateći vokali
- Markus Corby — prateći vokali

Ostalo osoblje
- Alexander von Wieding — omot albuma
- Harris Johns — produciranje, miksanje, inženjer zvuka
- Andy Boulgaropoulos — miksanje, inženjer zvuka
- Thorsten Jansen — fotografija